# Karma Chameleon
«Karma Chameleon» es una canción del grupo británico de new romantic Culture Club. Fue lanzada inicialmente en Reino Unido en 1983 y forma parte de su segundo álbum de estudio Colour by Numbers. Fue compuesta por todos los integrantes de la banda y producida por Steve Levine. 
La canción obtuvo el Premio Brit Award, en la categoría «Mejor Sencillo Británico» en el año 2010.

## Video musical
El video está ambientado en el Misisipi del año 1870. En el mismo se incluyen multitud de personajes intentando representar la gran mayoría de la diversidad étnica y cultural de finales del siglo XIX, incluyendo intencionalmente a algunas personas vestidas con detalles en rojo, oro y verde (acorde a la letra de la canción). Boy George, además, viste de forma tal como sería su aspecto característico: traje colorido, mitones, trenzas largas y un bombín negro.
Un ladrón de joyas y carteras es visto deambulando por la multitud, robando a gente desprevenida. Posteriormente, la banda y toda la tripulación abordan a un vapor de ruedas llamado «El Camaleón» mientras que Boy George ahora también a bordo continúa cantando. El ladrón es descubierto haciendo trampa cuando jugaba a las cartas viéndose obligado a devolver sus ganancias mal habidas y a caminar por el tablón a punta, cayendo al río. A medida que el video termina, comienza a anochecer; aunque el barco continúa navegando por el río.

## Listado de canciones
| Reino Unido — Sencillo de 7" |                                                |                                                     |          |  |
| N.º                          | Título                                         | Escritor(es)                                        | Duración |  |
| 1.                           | «Karma Chameleon»                              | Culture Club, O'Dowd , Moss , Craig , Pickett , Hay | 3:59     |  |
| 2.                           | «That's The Way (I'm Only Trying To Help You)» | Culture Club                                        | 1:43     |  |

| Reino Unido — Sencillo de 12" |                                     |          |  |
| N.º                           | Título                              | Duración |  |
| 1.                            | «Karma Chameleon»                   | 4:11     |  |
| 2.                            | «I'll Tumble 4 Ya» (U.S. 12" Remix) | 4:38     |  |

## Posicionamiento en listas y certificaciones
| Lista (1983-1984)                          | Mejor posición |
| ------------------------------------------ | -------------- |
| Alemania (Offizielle Deutsche Charts)      | 2              |
| Australia (ARIA)                           | 1              |
| Austria (Ö3 Austria Top 40)                | 3              |
| Bélgica (Flandes) (Ultratop 50)            | 1              |
| Canadá (Canadian Hot 100)                  | 1              |
| Dinamarca (Tracklisten)                    | 1              |
| España (Los 40 Principales)                | 1              |
| Estados Unidos (Billboard Hot 100)         | 1              |
| Estados Unidos (Adult Contemporary Tracks) | 3              |
| Estados Unidos (Hot R&B/Hip-Hop Songs)     | 67             |
| Europa (European Hot 100)                  | 1              |
| Finlandia (OFC)                            | 3              |
| Irlanda (Irish Singles Chart)              | 1              |
| Italia (FIMI)                              | 4              |
| Japón (Oricon Chart)                       | 1              |
| Noruega (VG-lista)                         | 1              |
| Nueva Zelanda (Recorded Music NZ)          | 1              |
| Países Bajos (Dutch Top 40)                | 1              |
| Reino Unido (UK Singles Chart)             | 1              |
| Suecia (Sverigetopplistan)                 | 1              |
| Suiza (Schweizer Hitparade)                | 1              |

| País           | Organismo certificador | Certificación    | Ventas    |
| -------------- | ---------------------- | ---------------- | --------- |
| Canadá         | Music Canada           | Disco de Platino | 200 000   |
| Estados Unidos | RIAA                   | Disco de Oro     | 1 000     |
| Francia        | SNEP                   | Disco de Oro     | 720 000   |
| Reino Unido    | BPI                    | Disco de Platino | 1 470 000 |

## Sucesiones
| Predecesor: «Red Red Wine» de UB40           | UK Singles Chart — Sencillo número 1 24 de septiembre de 1983 - 29 de octubre de 1983 | Sucesor: «Uptown Girl» de Billy Joel                   |
| Predecesor: «Red Red Wine» de UB40           | Dutch Top 40 — Sencillo número 1 22 de octubre de 1983 - 29 de octubre de 1983        | Sucesor: «All Night Long (All Night)» de Lionel Richie |
| Predecesor: «Owner of a Lonely Heart» de Yes | Billboard Hot 100 — Sencillo número 1 4 de febrero de 1984 - 18 de febrero de 1984    | Sucesor: «Jump» de Van Halen                           |

## Otras versiones
- En 1984, un año después del lanzamiento de la canción, la cantante mexicana Yuri grabó la versión al español «Karma Kamaleon», incluida en su quinto álbum del mismo nombre, consolidándose como un hit parade ese mismo año.
- En 1998, Izam, el cantante de la banda japonesa Shazna, interpretó «Karma Chameleon», entre otras canciones de Boy George en el álbum IZAM presents the Best of Boy George & Culture Club.[22]
- En 2008 Loli Molina grabó una versión muy personal de «Karma Chameleon», incluida en su álbum Los Senderos Amarillos
- En 2010, el grupo canadiense de gypsy jazz The Lost Fingers, realizó su versión incluida en el álbum Gypsy Kameleon.[23]
- En 2014, el grupo de punk-rock, Me First and the Gimme Gimmes lanzó una versión de esta canción en el álbum Are We Not Men? We Are Diva!.